# Alex Wilson (athlétisme, 1990)
Pour les articles homonymes, voir Alex Wilson et Wilson.
Alex Wilson (né le 19 septembre 1990 à Kingston en Jamaïque) est un athlète jamaïcain naturalisé suisse en 2010, spécialiste du sprint. En 2018, il décroche la médaille de bronze sur l'épreuve du 200 m aux championnats d'Europe de Berlin.

## Carrière
Son club est le Old Boys Basel.
Après avoir été à l'origine de la disqualification du relais suisse lors de Daegu 2011, lors du « Zürich Trophy » couru à l'occasion du Weltklasse de Zurich 2011, il contribue a améliorer de 7/100e le record national suisse du relais 4 × 100 m, avec Pascal Mancini, Amaru Schenkel et Marc Schneeberger, en 38 s 62, en terminant 3e de la course.
Le 6 juillet 2013, il bat, au stade de Bouleyres à Bulle, le record de Suisse du 100 mètres, jusqu’alors détenu par David Dollé depuis 1995, en 10 s 12.
Wilson est détenteur du record de Suisse du relais 4 × 100 m avec un temps 38 s 54, obtenu le 16 août 2014 à Zurich lors des championnats d'Europe, avec ses coéquipiers Pascal Mancini, Suganthan Somasundaram et Reto Schenkel. Le lendemain, le relais suisse termine quatrième de la finale avec un temps de 38 s 56.
Le 27 mai 2017, à Weinheim, Alex Wilson améliore son record de Suisse du 100 mètres avec un temps de 10 s 11, avant de battre le record de Suisse du 200 m de Kevin Widmer avec une nouvelle référence de 20 s 37. Le 22 juillet, lors des Championnats de Suisse à Zurich, il remporte le 200 m en 20 s 23, nouveau record de Suisse, mais est finalement disqualifié pour faux-départ survenu plus tôt. La veille, il remportait le 100 m en 10 s 25.
Le 2 juin 2018, il court le 100 m en 10 s 15 à Bâle. Le 8 août, aux championnats d'Europe de Berlin, Wilson remporte sa demi-finale en 20 s 16 et se qualifie pour la finale. Le lendemain, le 9 août, il décroche la médaille de bronze en 20 s 04, record de Suisse. Il est devancé par le Turc Ramil Guliyev (19 s 76) et le Britannique Nethaneel Mitchell-Blake (20 s 04 également). En 2019, le Suisse établit deux nouveaux records nationaux à La Chaux-de-Fonds, en 10 s 08 sur 100 m et en 19 s 98 sur 200 m. 
Le 18 juillet 2021, Wilson réalise deux chronos stupéfiants lors d'un petit meeting disputé à Marietta en Géorgie (Etats-Unis). Il court tout d'abord en 9 s 84 sur 100 m (+ 1,9 m/s), nouveau record personnel battu de 24 centièmes et surtout nouveau record d'Europe amélioré de deux centièmes (jusque-là détenu conjointement par le Français Jimmy Vicaut et le Portugais Francis Obikwelu). Le Suisse réalise dans la foulée 19 s 89 sur 200 m (+1,8 m/s), améliorant encore une fois son record personnel de près d'un dixième. Cette double performance laisse perplexe, d'autant plus qu'aucun système de contrôle des départs ne semblait être mis en place lors de ce meeting, ce qui empêche l'homologation de ces nouveaux records. Les temps, crédités dans un premier temps comme records suisses, sont finalement reconnus non valables par Swiss Athletics. Testé positif à l'acétate de trenbolone le 15 mars 2021, il est suspendu provisoirement par Antidoping Suisse (de). Expliquant avoir consommé de la viande de bœuf contaminée, sa suspension est suspendue le 18 mai puis définitivement levée le 2 juillet. Cependant, World Athletics fait recours auprès du Tribunal arbitral du sport contre la décision prise de lever la suspension provisoire. Cette dernière est rétablie jusqu'à nouvel avis et Alex est exclu de la sélection des Jeux olympiques. Le 28 juillet 2021, le tribunal arbitral du sport confirme finalement sa suspension. Le 28 juin 2022, la chambre disciplinaire du sport suisse confirme la violation de la loi antidopage et lui inflige une suspension de 4 ans avec effet rétroactif au 28 avril 2021. Tous ses résultats obtenus après cette date sont annulés.

## Palmarès
| Date | Compétition                       | Lieu             | Résultat | Épreuve   | Temps   |
| ---- | --------------------------------- | ---------------- | -------- | --------- | ------- |
| 2012 | Championnats d'Europe             | Helsinki         | 5e       | 4 x 100 m | 38 s 83 |
| 2014 | Championnats d'Europe             | Zürich           | 4e       | 4 x 100 m | 38 s 56 |
| 2016 | Championnats d'Europe             | Amsterdam        | 7e       | 200 m     | 20 s 70 |
| 2016 | Championnats d'Europe             | Amsterdam        | 7e       | 4 x 100 m | 39 s 11 |
| 2017 | Championnats d'Europe par équipes | Vaasa            | 2e       | 200 m     | 20 s 55 |
| 2017 | Championnats d'Europe par équipes | Vaasa            | 1er      | 4 x 100 m | 39 s 65 |
| 2017 | Ligue de diamant                  | Ligue de diamant | 9e       | 200 m     | 20 s 80 |
| 2018 | Championnats d'Europe             | Berlin           | 3e       | 200 m     | 20 s 04 |
| 2018 | Ligue de diamant                  | Ligue de diamant | 6e       | 200 m     | 20 s 40 |

## Records
| Épreuve | Épreuve   | Temps        | Lieu              | Date           |
| ------- | --------- | ------------ | ----------------- | -------------- |
| 60 m    | En salle  | 6 s 72       | Macolin           | 7 février 2015 |
| 100 m   | Plein air | 10 s 08 (NR) | La Chaux-de-Fonds | 30 juin 2019   |
| 200 m   | Plein air | 19 s 98 (NR) | La Chaux-de-Fonds | 30 juin 2019   |
| 200 m   | En salle  | 21 s 19      | Karlsruhe         | 7 février 2015 |